# Ronde van de Verenigde Arabische Emiraten 2024
De Ronde van de Verenigde Arabische Emiraten 2024 vond plaats van 19 tot en met 25 februari. De start van de zevendaagse wielerwedstrijd lag in Madinet Zayed en de finish op de Jebel Hafeet. De ronde werd gewonnen door de Belg Lennert Van Eetvelt. Voor de tweede maal werd er ook een editie voor vrouwen verreden, deze vond van 8 tot en met 11 februari plaats, die werd ook gewonnen door een Belg: Lotte Kopecky.

## Mannen

### Deelnemende ploegen
Alle achttien UCI World Tour-ploegen zullen meedoen aan de etappekoers, naast vier UCI ProSeriesteams.

### Etappe-overzicht
| Etappe | Datum       | Start – Finish               | Afstand | Type                | Winnaar             | Klassementsleider   |
| ------ | ----------- | ---------------------------- | ------- | ------------------- | ------------------- | ------------------- |
| 1      | 19 februari | Al Dhafra Walk – Liwa Oase   | 143 km  | Vlakke rit          | Tim Merlier         | Tim Merlier         |
| 2      | 20 februari | Hudayriat – Hudayriat        | 12,1 km | Individuele tijdrit | Brandon McNulty     | Brandon McNulty     |
| 3      | 21 februari | Al Marjan – Jebel Jais       | 176 km  | Bergrit             | Ben O'Connor        | Jay Vine            |
| 4      | 22 februari | Dubai – Dubai Marina         | 173 km  | Vlakke rit          | Tim Merlier         | Jay Vine            |
| 5      | 23 februari | Al Aqah – Umm al-Qaiwain     | 182 km  | Vlakke rit          | Olav Kooij          | Jay Vine            |
| 6      | 24 februari | Louvre Abu Dhabi – Abu Dhabi | 138 km  | Vlakke rit          | Tim Merlier         | Jay Vine            |
| 7      | 25 februari | Al Ain – Jebel Hafeet        | 161 km  | Bergrit             | Lennert Van Eetvelt | Lennert Van Eetvelt |

### Klassementenverloop
| Etappe       | Winnaar             | Algemeen klassement · | Puntenklassement · | Jongerenklassement · | Tussensprint · | Ploegenklassement    |
| ------------ | ------------------- | --------------------- | ------------------ | -------------------- | -------------- | -------------------- |
| 1            | Tim Merlier         | Tim Merlier           | Tim Merlier        | Loe van Belle        | Mark Stewart   | dsm-firmenich PostNL |
| 2            | Brandon McNulty     | Brandon McNulty       | Brandon McNulty    | Ilan Van Wilder      | Mark Stewart   | UAE Team Emirates    |
| 3            | Ben O'Connor        | Jay Vine              | Mark Stewart       | Ilan Van Wilder      | Mark Stewart   | UAE Team Emirates    |
| 4            | Tim Merlier         | Jay Vine              | Mark Stewart       | Ilan Van Wilder      | Mark Stewart   | UAE Team Emirates    |
| 5            | Olav Kooij          | Jay Vine              | Tim Merlier        | Ilan Van Wilder      | Mark Stewart   | UAE Team Emirates    |
| 6            | Tim Merlier         | Jay Vine              | Tim Merlier        | Ilan Van Wilder      | Mark Stewart   | UAE Team Emirates    |
| 7            | Lennert Van Eetvelt | Lennert Van Eetvelt   | Tim Merlier        | Lennert Van Eetvelt  | Mark Stewart   | Lidl-Trek            |
| 0Eindstanden | 0Eindstanden        | Lennert Van Eetvelt   | Tim Merlier        | Lennert Van Eetvelt  | Mark Stewart   | Lidl-Trek            |

## Vrouwen
De tweede editie van de Ronde van de Verenigde Arabische Emiraten voor vrouwen (UAE Tour Women) vond plaats van 8 tot 11 februari 2024 als onderdeel van de UCI Women's World Tour 2024. De ronde bestond uit vier etappes, waarvan drie vlakke en een etappe met finish bergop naar de Jebel Hafeet. De Belgische Lotte Kopecky won de bergrit en daarmee tevens het eindklassement. De Nederlandse Lorena Wiebes won twee sprintetappes en de andere werd gewonnen door Amber Kraak.

### Deelnemende ploegen
Dertien van de vijftien UCI Women's World Tour-ploegen namen deel, aangevuld met zeven continentale teams.
| UCI World Tour teams                                                                                    | UCI World Tour teams                                           | UCI Continental teams | UCI Continental teams |
| --- | -------------------------------------------------------------- | --- | --------------------- |
| Canyon-SRAM DSM FDJ-Suez Fenix-Deceuninck Human Powered Health Israel Premier Tech Roland Ceratizit-WNT | Liv Racing Xstra Movistar SD Worx Lidl-Trek UAE Team ADQ Uno-X | Cofidis EF Education-Cannondale Team Coop-Repsol Laboral Kutxa-Fundación Euskadi St Michel-Mavic-Auber 93 Top Girls Fassa Bortolo Tashkent City Women Professional Cycling Team |                       |

### Etappe-overzicht
| Etappe | Datum       | Start – Finish                      | Afstand    | Type   | Winnaar       | Klassementsleider |
| ------ | ----------- | ----------------------------------- | ---------- | ------ | ------------- | ----------------- |
| 1      | 8 februari  | Dubai – Dubai Marina                | Vlakke rit | 122 km | Lorena Wiebes | Lorena Wiebes     |
| 2      | 9 februari  | Al Mirfa – Madinat Zayed            | Vlakke rit | 113 km | Lorena Wiebes | Lorena Wiebes     |
| 3      | 10 februari | Al Ain – Jebel Hafeet               | Heuvelrit  | 128 km | Lotte Kopecky | Lotte Kopecky     |
| 4      | 11 februari | Louvre Abu Dhabi Museum – Abu Dhabi | Vlakke rit | 105 km | Amber Kraak   | Lotte Kopecky     |

### Klassementenverloop
| Etappe       | Winnaar       | Algemeen klassement · | Puntenklassement · | Tussensprintklassement · | Jongerenklassement · | Ploegenklassement          |
| ------------ | ------------- | --------------------- | ------------------ | ------------------------ | -------------------- | -------------------------- |
| 1            | Lorena Wiebes | Lorena Wiebes         | Lorena Wiebes      | Liane Lippert            | Yanina Kuskova       | Israel Premier Tech Roland |
| 2            | Lorena Wiebes | Lorena Wiebes         | Lorena Wiebes      | Lotte Kopecky            | Yanina Kuskova       | FDJ-Suez                   |
| 3            | Lotte Kopecky | Lotte Kopecky         | Lorena Wiebes      | Lotte Kopecky            | Neve Bradbury        | Canyon-SRAM                |
| 4            | Amber Kraak   | Lotte Kopecky         | Lorena Wiebes      | Lotte Kopecky            | Neve Bradbury        | Canyon-SRAM                |
| 0Eindstanden | 0Eindstanden  | Lotte Kopecky         | Lorena Wiebes      | Lotte Kopecky            | Neve Bradbury        | Canyon-SRAM                |

Tour Down Under ·
Great Ocean Road Race ·
Ronde van de Verenigde Arabische Emiraten ·
Omloop Het Nieuwsblad ·
Strade Bianche ·
Parijs-Nice · 
Tirreno-Adriatico · 
Milaan-San Remo ·
Ronde van Catalonië ·
Classic Brugge-De Panne ·
E3 Saxo Classic ·
Gent-Wevelgem ·
Dwars door Vlaanderen ·
Ronde van Vlaanderen ·
Ronde van het Baskenland ·
Parijs-Roubaix ·
Amstel Gold Race ·
Waalse Pijl ·
Luik-Bastenaken-Luik ·
Ronde van Romandië ·
Eschborn-Frankfurt ·
Ronde van Italië ·
Critérium du Dauphiné ·
Ronde van Zwitserland ·
Ronde van Frankrijk ·
Clásica San Sebastián ·
Ronde van Polen ·
Bretagne Classic ·
BEMER Cyclassics ·
Renewi Tour ·
Ronde van Spanje ·
GP van Quebec ·
GP van Montreal ·
Ronde van Lombardije ·
Ronde van Guangxi
Tour Down Under ·
Cadel Evans Great Ocean Road Race ·
Ronde van de Verenigde Arabische Emiraten ·
Omloop Het Nieuwsblad ·
Strade Bianche ·
Ronde van Drenthe ·
Trofeo Alfredo Binda-Comune di Cittiglio ·
Brugge-De Panne ·
Gent-Wevelgem ·
Ronde van Vlaanderen ·
Parijs-Roubaix ·
Amstel Gold Race ·
Waalse Pijl ·
Luik-Bastenaken-Luik ·
Ronde van Spanje ·
Ronde van het Baskenland ·
Ronde van Burgos ·
RideLondon Classic ·
Ronde van Groot-Brittannië ·
Ronde van Zwitserland ·
Ronde van Italië ·
Ronde van Frankrijk ·
GP de Plouay-Bretagne ·
Ronde van Romandië ·
Simac Ladies Tour ·
Ronde van Chongming ·
Ronde van Guangxi
Afgelaste wedstrijden: Ronde van Scandinavië